# Фадеев, Сергей Валерьевич
Сергей Валерьевич Фадеев (20 августа 1976, СССР) — российский футболист, игрок в мини-футбол. Известен своими выступлениями за екатеринбургский клуб «ВИЗ». Выступал за сборную России по мини-футболу.

## Биография
Фадеев начинал карьеру в футбольных клубах низших лиг. Вначале он играл в сарапульском «Соколе», затем провёл пять сезонов в качканарском «Горняке». Получив приглашение от екатеринбургского мини-футбольного клуба «Атриум-УПИ», перешёл в мини-футбол. Адаптация прошла моментально: уже в первом сезоне Сергей с 33 забитыми мячами стал четвёртым бомбардиром чемпионата. Перейдя летом 1997 года в «ВИЗ», Фадеев продолжил бомбардирские подвиги. В гонке бомбардиров сезона 1997/98 он уступил лишь Константину Ерёменко. В 1998 году двумя забитыми в ворота московской «Дины» мячами он помог екатеринбуржцам выиграть первый трофей в их истории — Кубок Высшей лиги. В составе «визовцев» Сергей играл до 2002 года. Затем он был отдан в аренду московскому «Динамо», но закрепиться в команде не сумел и окончил сезон в «Тюмени». Информация о дальнейшей карьере Фадеева отсутствует, вероятно, на высшем уровне он больше не играл.
В 1997—1998 годах Фадеев сыграл 7 товарищеских матчей в составе сборной России по мини-футболу. Первые три из них были против действующих чемпионов мира бразильцев, и Сергей сделал дубль в последней встрече. Всего он забил за сборную 10 мячей, однако его дебюту в официальных матчах это не поспособствовало. Зато в составе студенческой сборной страны Сергей стал лучшим бомбардиром команды на серебряном для россиян студенческом чемпионате мира 1998 года.

## Достижения
- Обладатель Кубка Высшей лиги: 1998